# Minidorysthetus vandemergheli
Minidorysthetus vandemergheli är en skalbaggsart som beskrevs av Soula 2002. Minidorysthetus vandemergheli ingår i släktet Minidorysthetus och familjen Rutelidae. Inga underarter finns listade i Catalogue of Life.